# Edgar Krank
Edgar Krank (* 14. April 1967 in Creglingen) ist ein deutscher Volleyball- und Beachvolleyballspieler.

## Sportliche Karriere Halle
Edgar Krank begann mit dem Volleyballspiel in seiner Heimat beim TV Creglingen. Als Sechzehnjähriger kam er ins Volleyball-Internat Frankfurt, wo er vier Jahre spielte. In dieser Zeit erreichte Edgar Krank mit der Junioren-Nationalmannschaft 1986 bei der Junioren-EM Platz drei und 1987 bei der Junioren-WM Platz vier. Danach spielte der Annahme- und Abwehrspezialist beim Bundesligisten Bayer Leverkusen, mit dem er 1988 DVV-Pokalsieger und Deutscher Vizemeister wurde. Anschließend wechselte er nach München zum Ligakonkurrenten Türk Gücü, der sich aber schon nach wenigen Monaten aus der Bundesliga zurückzog. Edgar Krank schloss sich dann dem VfB Friedrichshafen an. Mit der A-Nationalmannschaft spielte er 1989 bei der EM in Schweden. Auch nach der Jahrtausendwende war Edgar Krank noch aktiv in der Halle. 2001/02 spielte er beim Zweitligisten FTM Schwabing, 2005/06 beim Erstligisten TG Rüsselsheim und seit 2006 in der Bayernliga beim TSV Eibelstadt.

## Sportliche Karriere Beach
Seit 1995 spielte Edgar Krank auch erfolgreich Beachvolleyball. Seinen ersten Erfolg hatte er mit Partner Oliver Oetke mit dem Sieg beim deutschen Mastersturnier 1995 in Frankfurt. 1996 kamen Erfolge in Köln und Kühlungsborn hinzu sowie der 3. Platz bei den Deutschen Meisterschaften. 1997 nahmen Krank / Oetke teil an den ersten offiziellen Beachvolleyball-Weltmeisterschaften in Los Angeles, wo sie den 17. Platz belegten. Mit Axel Hager gelang Edgar Krank 2003 die Teilnahme am Grand Slam in Berlin.

## Privates
Heute ist Edgar Krank Inhaber eines Gardinenfachgeschäftes in Creglingen.